# Panteizam
Panteizam (grč. πᾶς sav, svaki + θεός bog) je ideja da je sve Bog, ili da su Bog i svemir jedno te isto. Po panteističkom svjetonazoru, bog ne postoji kao samostalno biće odvojeno od pojavnosti, već je poistovjećen s prirodom.
Najpoznatiji panteistički sustav u modernoj filozofiji je Spinozin, iako je panteistička retorika cvjetala u 19. stoljeću, na primjer u redovima Emersona.
Panteizam je religiozno - filozofsko učenje koje poistovjećuje Boga s prirodom.
Pored Spinoze poznati panteisti su i James Cameron, Albert Einstein, Carl Jung, Emily Dickinson, Nikola Tesla, Heraklit, Plotin i Giordano Bruno, koji je prvi sustavno razradio panteizam.
Panteističke ideje mogu se naći i u nekim drugim religijama; hinduizmu, budizmu, sufizmu, animizmu i šamanizmu 
U Zapadnom svijetu termin panteizam postaje poznat s irskim filozofom Johnom Tolandom, koji ga je koristio u svojoj knjizi Socinianism Truly Stated, by a pantheist (1705.). Vjerojatno ga je preuzeo od Josepha Raphsona, koji ga je čini se koristio u svojoj knjizi objavljenoj 1697.; De spatio reali. Ideja panteizma je postojala i u Staroj Grčkoj – npr. kod Talesa, Parmenida i Heraklita.